# Jūminhyō
El jūminhyō (住民票 (じゅうみんひょう)?) es un registro de los domicilios, mantenido por el gobierno local de Japón.
La ley japonesa requiere que cada ciudadano reporte su dirección actual a las autoridades locales, quienes compilan la información para propósitos de censos, seguro médico nacional e impuestos. Cuando se requiere prueba de la dirección, como cuando se abre una cuenta telefónica o se registra a alguien en el distrito escolar local, las personas necesitan una copia de su jūminhyō, proporcionada por el gobierno local.
El jūminhyō es diferente del koseki, que es el registro de familias completas. Una persona puede tener un koseki en un lugar, mientras que su dirección es otra, la cual queda registrada en el jūminhyō. De igual forma, los extranjeros residentes en Japón con estatus de residencia de mediano a largo plazo (excepto "Oficial" y "Diplomático") están obligados a registrarse en el jūminhyō, mientras que no pueden tener su propio koseki.
Un jūminhyō típico es un registro del nombre y la dirección, escritos a mano. Una vez registrada en el gobierno local, la persona puede obtener formas para el seguro médico nacional y otros servicios. El jūminhyō también es necesario antes de que la persona pueda registrar su firma en sello o (inkan). 

## Controversia
Hasta julio de 2012 el jūminhyō solamente listaba a ciudadanos japoneses. Personas residentes en Japón, pero de distinta nacionalidad eran registradas en un sistema separado para extranjeros. Un extranjero casado con un japonés podía solicitar su registro en la sección de observaciones ("bikōran").
Esto solía ser una fuente de controversia dentro de la comunidad extranjera en Japón. Sin embargo, si un japonés vivía en una casa donde un extranjero era el responsable, dicha persona podía ser listada como setainushi (cabeza de familia).
Después de que los líderes de la secta Aum Shinrikyo fueran arrestados tras los ataques con gas Sarin en el metro de Tokio, miembros del grupo se quejaron de que las autoridades locales en varias áreas se habían rehusado a registrarlos, previniéndoles recibir servicios gubernamentales con la finalidad de desalentarlos a residir en dichas localidades.

## Jūminhyō honorario
El 12 de febrero de 2002, la oficina del barrio de Nishi en Yokohama concedió un jūminhyō honorario a Tama-chan, una foca barbuda que se asentó en los ríos de Yokohama y Tokio y se convirtió en una celebridad nacional. Esto ocasionó que un grupo de residentes no japoneses se pintara bigotes en la cara y montara una marcha de protesta para demandar su propio jūminhyō. 
Ha habido otras ocasiones en las que las autoridades locales han concedido jūminhyō honorarios a animales, estatuas, hombres de nieve y personajes ficticios. Por ejemplo, Niiza, Saitama, concedió un jūminhyō honorario a Astro Boy.